# Protokoll von Rio de Janeiro

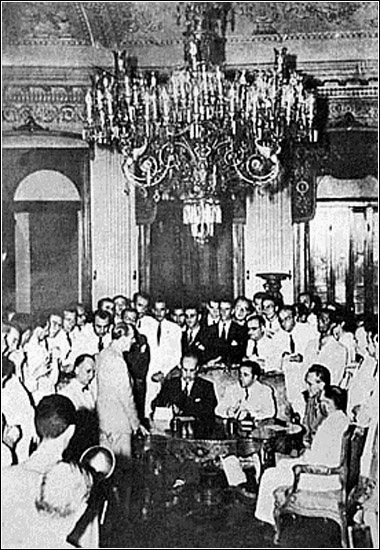
Vertragsunterzeichnung am 29. Januar 1942

Das Protokoll von Rio de Janeiro setzte am 29. Januar 1942 den vermeintlichen Schlusspunkt unter den Peruanisch-Ecuadorianischen Krieg um ein Territorium im Amazonastiefland. Die südamerikanischen ABC-Staaten und die USA hofften, die Gebietsstreitigkeiten der Nachbarn Peru und Ecuador mit ihren ergänzenden Unterschriften zur Vereinbarung der Außenminister beider Staaten endgültig ausgeräumt und einen jahrzehntelangen Konflikt gelöst zu haben.

## Vertragsinhalt
Das strittige Gebiet wurde Peru zuerkannt. Die Grenze zwischen beiden Staaten sollte künftig die Wasserscheide der Flüsse Río Zamora und Río Santiago bilden. Ecuador gab damit den Anspruch auf ein etwa 200.000 Quadratkilometer großes Gebiet auf und auch den Anspruch auf den Zugang zum Amazonas. In Artikel VI des Protokolls wurde andererseits freier Schiffsverkehr und Handel im umstrittenen Gebiet des Amazonasbeckens festgelegt. Diese Vereinbarung wurde jedoch nicht mit Leben erfüllt. Der Vertragsschluss wurde in Ecuador von vielen in der Folge als nationale Schmach empfunden.
Gemeinsame Markierungen des Grenzverlaufs kamen zum Erliegen.

## Weiterer Verlauf
Im Jahr 1947 wurde der Río Cenepa im strittigen Gebiet entdeckt. Der zwischen den beiden im Protokoll genannten Flüssen gelegene Flusslauf war für Ecuador Anlass, eine Revision der Grenzvereinbarung zu fordern. Es erklärte die Umsetzung des Rio-Protokolls auf einer Länge von 78 Kilometern für unmöglich. Peru verschloss sich dem Nachverhandelns-Ansinnen des Nachbarstaats und pochte auf Vertragseinhaltung. Ecuadors Staatspräsident verkündete hingegen in seinem Lande den Standpunkt der Ungültigkeit des Protokolls von Rio de Janeiro. Erneute Grenzstreitigkeiten und militärische Scharmützel brachen folglich immer wieder aus und führten 1981 zum Peruanisch-Ecuadorianischen Grenzkrieg und 1995 zum Cenepa-Krieg.